# Piet de Jong
Piet de Jong (3. april 1915 - 27. juli 2016) var en hollandsk politiker. Han var premierminister i Holland fra 1967 indtil 1971. Han var frem til sin død den ældste tidligere premierminister i Holland.